# Улица Адмирала Руднева
У́лица Адмира́ла Ру́днева (с 2001 года) — улица в Юго-Западном административном округе города Москвы на территории района Южное Бутово. Начинается от Бартеневской улицы. От неё же идёт и нумерация домов.

## Происхождение названия
Названа 17 июля 2001 года в честь В. Ф. Руднева (1855—1913), героя русско-японской войны, командира крейсера «Варяг»..

## Здания и сооружения
По чётной стороне: дом 4, дом 6, дом 8, дом 10, дом 12, дом 12 корпус 1, дом 14, дом 16, дом 16 корпус 1, дом 16 строение 1, дом 18, дом 20

## Транспорт

### Метро
- Ближайшие станции метро: «Улица Горчакова», «Бунинская аллея».

### Автобус
- Автобусное сообщение по чётной стороне от улицы Адмирала Лазарева до Бартеневской улицы

Автобусные остановки
Чётная сторона:
- Улица Адмирала Руднева (прежнее название: Бартеневская улица): С1 (конечная) С953

Автобусные маршруты
- С1: прямой - от улицы Адмирала Лазарева до Бартеневской улицы
- С953: прямой - от улицы Адмирала Лазарева до Бартеневской улицы